# 苯并氮杂环庚三烯
苯并氮杂环庚三烯（又称苯並氮雜䓬）是由苯环与氮雜環庚三烯环并合而成的杂环化合物。例子包括：

贝那普利（Benazepril）
非诺多泮（Fenoldopam）
GSK-189,254
伊伐布雷定（Ivabradine）
司马西特（Semagacestat）
伐尼克兰